# Harie Ehlen
Harie Ehlen (Sittard, 13 april 1921 – 14 juni 2002) 
was een Nederlands voetballer die als centrumspits uitkwam voor Sittardse Boys en Sittardia.

## Loopbaan
Harie Ehlen speelde in de jeugdjaren voor Sittard. Daarna maakte hij de overstap naar concurrent Sittardse Boys. Hij ontpopte zich als een veel scorende aanvalsleider.
Zijn doelpuntenproductie bereikte direct na de Tweede Wereldoorlog een hoogtepunt. Sittardse Boys werd in het seizoen 1945/46 met overmacht kampioen in de zuidelijke Tweede klasse, het op een na hoogste niveau. Harie Ehlen scoorde 69 van de 99 competitietreffers.
Sittardse Boys promoveerde naar de Eerste klasse en debuteerde met de tweede plaats. Ehlen werd topscorer met 23 treffers.  
In 1950 vond de fusie plaats met Sittard. Voor de nieuwe fusieclub Sittardia bleef hij tot op hoge leeftijd aan de lopende band doelpunten scoren. In de streekderby tegen Juliana op 27 april 1952 trof hij acht keer doel (9-2 zege).
Harie Ehlen werd nooit opgeroepen voor het Nederlands elftal. Wel kwam hij uit voor het Mijnstreek elftal en het Limburgs elftal.
Aan het einde van zijn carrière maakte hij de overgang naar het profvoetbal mee. Hij nam als 38-jarige afscheid in het seizoen 1958/59 waarin Sittardia kampioen werd in de Eerste divisie B en voor het eerst promoveerde naar de Eredivisie.
Na zijn actieve voetballoopbaan werd hij trainer in het Limburgse amateurvoetbal.

## Clubstatistieken
| Seizoen | Club           | Land      | Competitie                   | Wed. | Goals |
| ------- | -------------- | --------- | ---------------------------- | ---- | ----- |
| 1940/41 | Sittardse Boys | Nederland | Tweede klasse B Zuid         | -    | -     |
| 1941/42 | Sittardse Boys | Nederland | Tweede klasse B Zuid         | -    | -     |
| 1942/43 | Sittardse Boys | Nederland | Tweede klasse B Zuid         | -    | -     |
| 1943/44 | Sittardse Boys | Nederland | Tweede klasse B Zuid         | -    | -     |
| 1945/46 | Sittardse Boys | Nederland | Tweede klasse B Zuid II      | -    | 69    |
| 1946/47 | Sittardse Boys | Nederland | Eerste klasse Zuid II        | -    | 23    |
| 1947/48 | Sittardse Boys | Nederland | Eerste klasse Zuid I         | -    | 10    |
| 1948/49 | Sittardse Boys | Nederland | Eerste klasse Zuid II        | -    | 11    |
| 1949/50 | Sittardse Boys | Nederland | Eerste klasse Zuid I         | -    | 10    |
| 1950/51 | Sittardia      | Nederland | Eerste klasse E              | -    | 17    |
| 1951/52 | Sittardia      | Nederland | Eerste klasse C              | 26   | 27    |
| 1952/53 | Sittardia      | Nederland | Eerste klasse C              | 22   | 16    |
| 1953/54 | Sittardia      | Nederland | Eerste klasse C              | 19   | 13    |
| 1954/55 | Sittardia      | Nederland | Eerste klasse C (afgebroken) | 9    | 6     |
| 1954/55 | Sittardia      | Nederland | Eerste klasse B              | 23   | 25    |
| 1955/56 | Sittardia      | Nederland | Hoofdklasse B                | -    | 23    |
| 1956/57 | Sittardia      | Nederland | Eerste divisie B             | -    | 17    |
| 1957/58 | Sittardia      | Nederland | Eerste divisie B             | -    | 19    |
| 1958/59 | Sittardia      | Nederland | Eerste divisie B             | -    | 5     |
| Totaal  | Totaal         | Totaal    | Totaal                       | -    | 291   |